# Dema

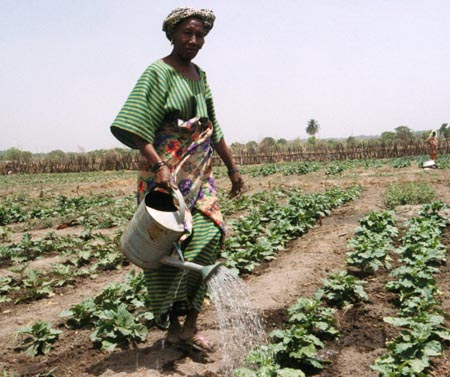
Donna in un campo di tuberi

I Dema sono una sorta di divinità: il termine indica propriamente i mitici antenati primordiali presenti nel culto agricolo di una comunità di raccoglitori di tuberi dalla Nuova Guinea.
Adolf Jensen, a proposito della discussione sulla possibile esistenza di una religione originaria, sposta fino ai Dema, decontestualizzando ed estendendo il termine a tutte le religioni e culture, il punto d'inizio che era prima inteso da Edward Burnett Tylor come l'animismo e dai devoluzionisti identificato col monoteismo primordiale.
Egli vi ritrova anche l'origine delle dinamiche che regolano il tema del dio morente esposte ne "Il ramo d'oro" di James George Frazer.
La vicenda del Dema - l'antenato primordiale- lo vede, nel corso della fabula, scontrarsi con un nemico per venire sconfitto, quindi ucciso e infine spezzettato.

Dai suoi pezzetti nasceranno le piante e in generale tutto ciò che è commestibile.
È fondamentale notare che le popolazioni dalla cultura delle quali Jensen estrae questo mito coltivano tuberi come principale fonte di sostentamento: è evidente il parallelismo fra la modalità di coltivazione dei tuberi e la vicenda del Dema, quindi anche l'impossibilità di estendere l'idea di Dema al di fuori della civiltà in cui si è sviluppata.